# 专家统治
專家統治（Technocracy），又稱技術官僚主義。在決策系統中，決策者是根據其在給定責任領域（尤其是在科學或技術知識方面）的專業知識來選拔的。該制度與民選代表應成為政府的主要決策者這一觀念形成了鮮明的對比，儘管這不一定意味著要消除民意代表。決策者的領導才能是根據專業知識和表現來選擇的，而不是根據政治背景或議會的技巧來選擇的。
技術官僚主義一詞最初用於提倡將科學方法應用於解決社會問題。技術官僚可以關注資源基礎內的可持續性，而不是貨幣的獲利能力，以確保所有社會工業職能的持續運作。技術官僚主義最極端的意義大多是假設性的，意指把政府的運作全部都當成技術或工程問題。在更實際的例子中，技術官僚主義是技術官僚所管理的官僚機構的任何部分。由民選官員任命專家和專業人員來管理政府的個別職能並建議立法的政府可以被認為是技術專家製。該詞的某些用法指的是一種精英管理形式，由最技術專家負責，表面上不受特殊利益集團的影響。有批評者認為，“技術官僚主義的鴻溝”挑戰了更具參與性的民主模式，將這些鴻溝描述為“在採用技術官僚主義原則的理事機構與旨在為政府決策做出貢獻的公眾之間仍然存在的功效差距”。
繼塞繆爾·哈伯（Samuel Haber）之後，唐纳德·斯塔比尔（Donald Stabile）認為，在19世紀末期美國的新公司資本主義企業中，工程師面臨著物理效率和成本效益之間的衝突。 工程師工作所在的公司的注重利潤的非技術經理，由於他們對市場需求的看法，經常會限制工程師希望從事的項目。
所有投入的價格隨市場力量而變化，從而擾亂了工程師的仔細計算。 結果，工程師失去了對項目的控制，必須不斷修改計劃。 為了保持對項目的控制，工程師必須嘗試對這些外部變量進行控制，並將其轉換為恆定因素。

## 另見
- 政體
- 精英主義
- 精英政治
- 技术民粹主义